# Station Meudon - Val Fleury
Meudon - Val Fleury is een station aan lijn C van het RER-netwerk gelegen in de Franse gemeente Meudon in het departement Hauts-de-Seine.

## Vorige en volgende stations
| Richting                          | Vorig station     | Lijn  | Volgend station | Richting                                                 |
| --------------------------------- | ----------------- | ----- | --------------- | -------------------------------------------------------- |
| Versailles-Château-Rive-Gauche C5 | Chaville - Vélizy | RER C | Issy            | Juvisy C10 Versailles-Chantiers C8 (via Massy en Juvisy) |
| Saint-Quentin-en-Yvelines C7      | Chaville - Vélizy | RER C | Issy            | Saint-Martin-d'Étampes C6                                |

## Afbeeldingen

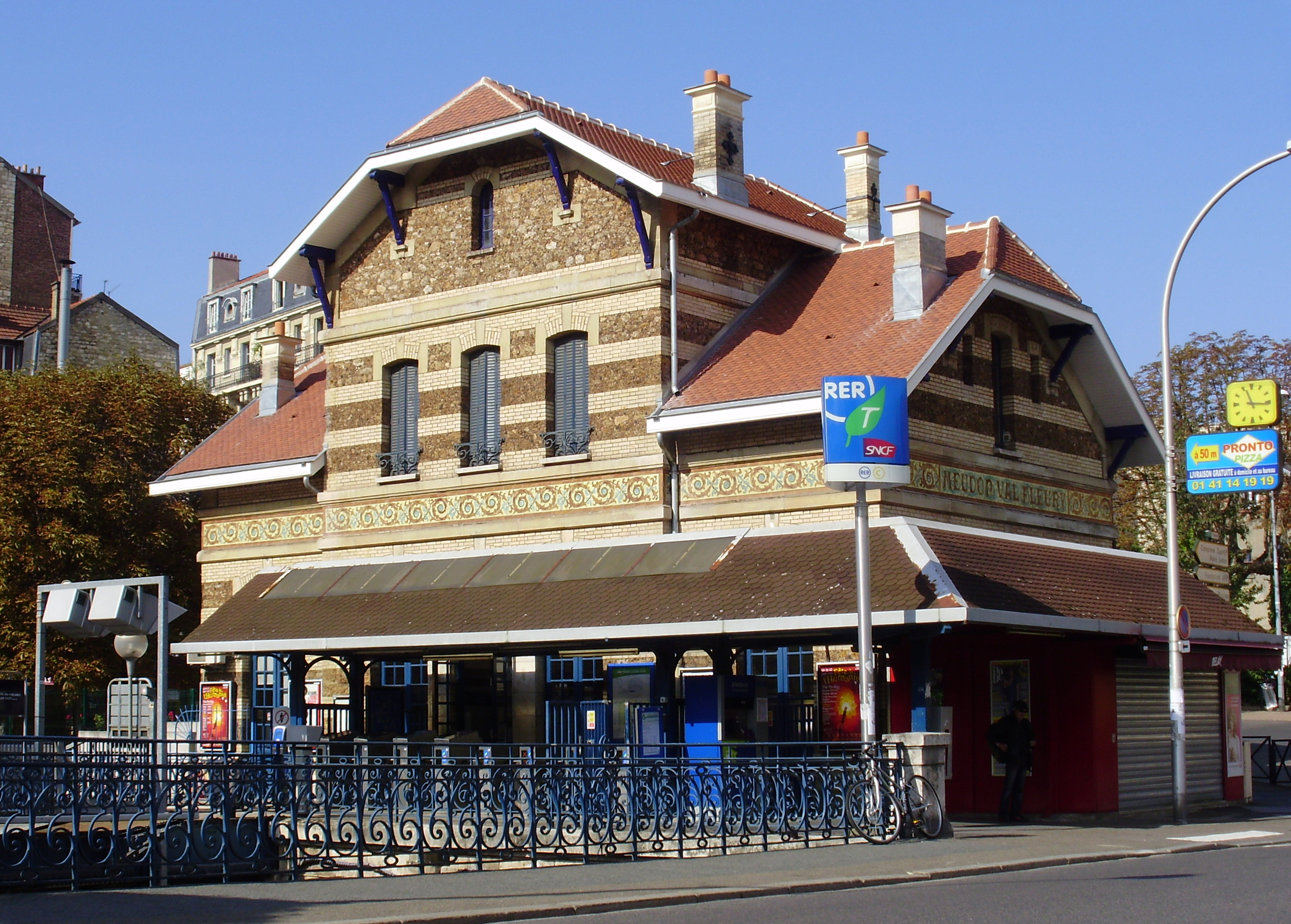
Stationsgebouw
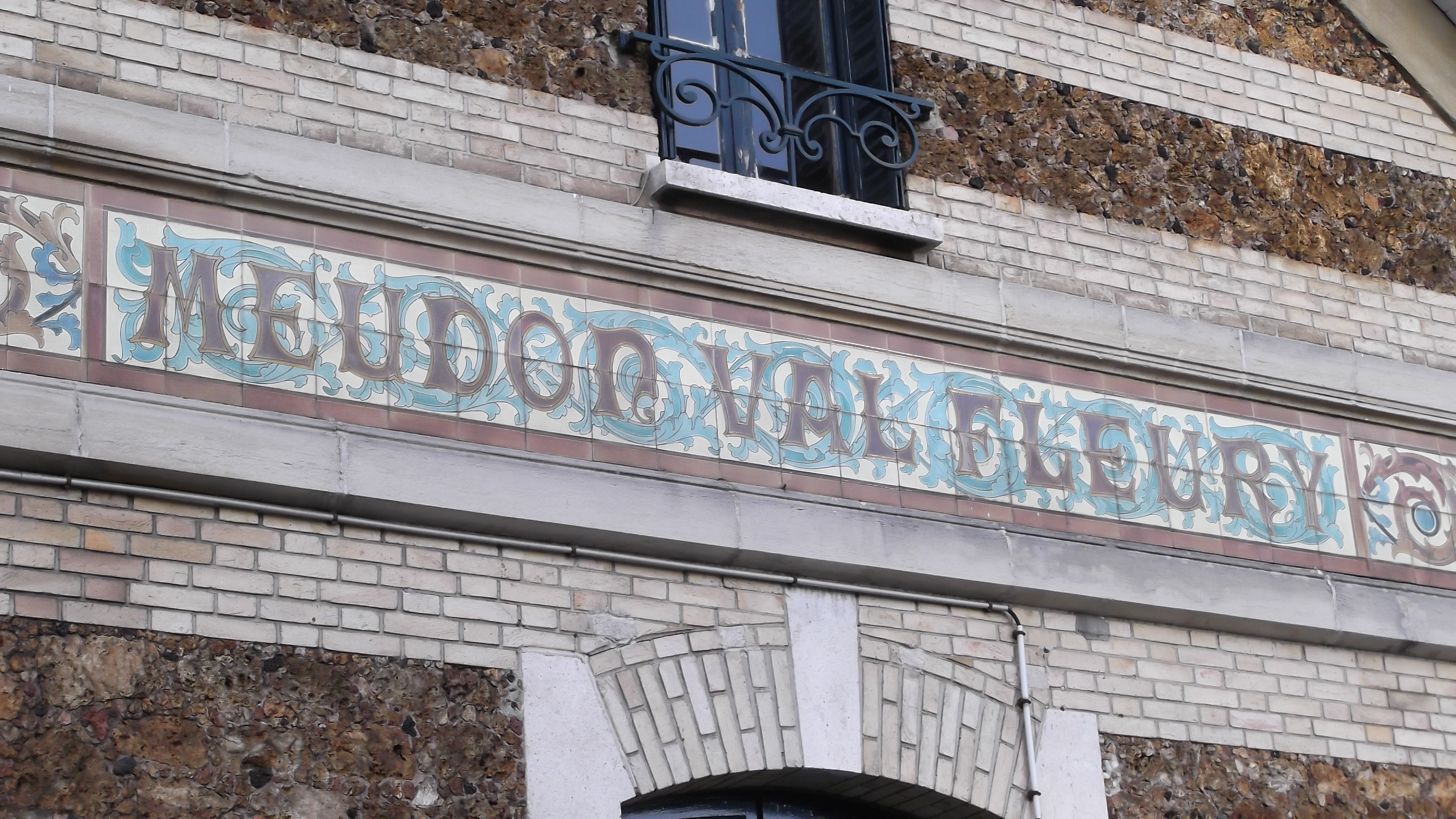
Tegels